# Sandline International
Sandline International war ein privates Sicherheits- und Militärunternehmen, das gegen Entgelt Söldner, Kriegsmaterial und Hilfskräfte für weltweite Einsätze in Kriegs- oder Bürgerkriegsregionen anbot.
Die Firma wurde 1995 von den britischen Ex-Offizieren Tim Spicer und Simon Mann gegründet. Spicer war ehemals Offizier der Scots Guards und Sprecher der UNPROFOR-Mission in Bosnien. Mann war wichtiger Protagonist von Executive Outcomes, Sandline war eine der vielen Ausgründungen von Executive Outcomes und heuerte bei seinen ersten Unternehmungen oft Executive Outcomes als Subunternehmer an.
Sandline International geriet 1997 durch zwei fehlgeschlagene Operationen in die Schlagzeilen. Zum einen hatten sie, unter Mitwissen von Teilen der britischen Regierung, Waffen der britischen halbstaatlichen Royal Ordnance Ltd. an das einem UN-Embargo unterliegende Sierra Leone geliefert. Zum anderen waren sie in Papua-Neuguinea in die Sandline-Affäre geraten, ein Komplott, das sie nicht nur zu Geiseln der dortigen Armee machte, sondern welches auch zum Totalverlust des dort eingesetzten Materials führte. Eigentlich ging es darum, Separatisten in Bougainville zu beseitigen und ein Bergwerk zur Rohstoffausfuhr, aufgrund der gestiegenen Preise, wieder unter Kontrolle der Regierung zu bringen. Die Regierung hatte dazu einen Vertrag über 36 Mio. USD mit Sandline abgeschlossen. Kurz vor Beginn der Operation disponierten einflussreiche Teile der Armee jedoch anders, nahmen Spicer und seine Männer fest, kassierten die greifbare Waffentechnik und verwiesen sie schließlich, nach Zahlung eines Lösegeldes, des Landes. Die Zahlung der 36 Mio. USD konnte Sandline jedoch später vor internationalen Gerichten erzwingen. Am 16. April 2004 verkündete das Unternehmen, unter Verweis auf die nicht mehr vorhandene Unterstützung ihrer Aktivitäten durch Regierungen, die Einstellung seiner Aktivitäten.

“The general lack of governmental support for Private Military Companies willing to help end armed conflicts in places like Africa, in the absence of effective international intervention, is the reason for this decision. Without such support the ability of Sandline to make a positive difference in countries where there is widespread brutality and genocidal behaviour is materially dimnished.”

„Das allgemeine Fehlen von staatlicher Unterstützung für private Militärunternehmen, die bereit sind, in Orten wie Afrika bewaffnete Konflikte zu beenden, wenn internationale wirksame Interventionen nicht stattfinden, ist der Grund für diese Entscheidung. Ohne eine solche Unterstützung wird die Fähigkeit von Sandline, in Ländern, in denen Brutalität und Völkermord weit verbreitet sind, etwas Positives zu bewirken, erheblich eingeschränkt.“

Timothy Spicer war bis 2010 der Hauptgeschäftsführer von Aegis Defence Services. Davor gründete er die beiden Unternehmen Strategic Consulting International und Trident Maritime. Trident wurde später mit der Firma Hudson Marine Management Services zu Hudson Trident Ltd. fusioniert.